# شهروندان رایش

امپراتوری آلمان در مرزهای خود از ۱۸۷۱ تا ۱۹۱۸.

جنبش شهروندان رایش (به آلمانی Reichsbürgerbewegung  یا Reichsbürger؛ "شهروندان رایش "، واژه آلمانی آن در مفرد و جمع یکسان است) برچسبی است برای چندین گروه و افراد ضد قانون اساسی/ تجدیدنظرطلب در آلمان و جاهای دیگر که به نفع امپراتوری آلمان مشروعیت دولت مدرن آلمان، جمهوری فدرال آلمان را رد می‌کنند.

## خاستگاه
ریشه جنبش شهروندان به سال ۱۹۸۵ باز می‌گردد که یک کارمند پیشین خط آهن آلمان شرقی به نام ولفگانگ گونتر ابل، دولت موقت رایش را با هدف اصلی بازگرداندن رایش آلمان، پايه‌گذاری کرد.

## باورها
یکی از باورهای معمول این ادعا است که رایش آلمان همچنان در مرزهای قبل از جنگ جهانی دوم به حیات خود ادامه می‌دهد و اکنون توسط یکی از گروه‌های شهروند رایش اداره می‌شود. این گروه حاکميت ملی دولت فدرال آلمان مدرن را نفی می‌کند و آن را کشوری اشغال‌شده می‌انگارد. شهروندان فرمان‌فرما پایه‌ اصول ضد دولتی این گروه را تشکیل می‌دهند. این افراد حکومت‌های دموکراتیک را نامشروع می‌دانند و می‌گویند حق دارند از قوانینی که راضی نیستند یا آن‌ها را خودکامه‌وار می‌انگارند (مانند پرداخت مالیات عمومی) خوددرای کنند.
طی دهه‌ها این جنبش گسترش یافته و افراد و خرده‌سازمان‌های زیادی شکل گرفته‌اند که بعضی از آن‌ها با یکدیگر همکاری و برخی رقابت می‌کنند. اعضایشهروندان رایش برای خود گذرنامه، گواهینامه، و یکای پولی جداگانه چاپ کرده و از پرداخت مالیات خودداری می‌کنند. آنها حتی برای خود اعلام قلمرو کرده‌اند. یکی از اعضای این جنبش که تا حد تاج‌گذاری به عنوان پادشاه آلمان‌ و اعلام حکومت مستقل پیش رفت در سال ۲۰۱۷ به دلیل اختلاس بیش از یک میلیون یورو از پیروانش دستگير شد.
همه‌گيری کووید-۱۹ قرنطين، واکسن کووید-۱۹، و ظهور جنبش کیوانان به افزایش شمار اعضای این گروه انجامید. جنبش کیوانان چنان تاثیری بر جنبش شهروندان رایش داشت که بسیاری از آنها دونالد ترامپ را رهبر مشروع آلمان تلقی کردند.
هواداران جنبش شهروندان رایش در اعتراض‌های خیابانی علیه محدودیت‌ها، قرنطينه‌ها، و مخالفت با واکسن کووید-۱۹ بسیار فعال بودند.

## خشونت
چندین حادثه توسط اعضای خشن جنبش و انبارهای غیرقانونی سلاح مورد توجه رسانه‌ها و مقامات آلمانی قرار گرفت.: 20–21 
در اوت ۲۰۱۶ آدریان اورزاخه از اعضای جنبش شهروندان رایش خود را «آقای آلمان» می‌خواند به اتهام اقدام به قتل یک پليس در زاکسن پس از خروج از یک ساختمان دستگير شد که در آن اورزاخه و بعضی از هوادارانش به روی افسران پلیس آتش گشوده بودند.
چند ماه بعد در ایالت بایرن، در جریان حمله پلیس برای تصرف سلاح‌های شکاری و ورزشی یکی از اعضای شهروندان رایش به نام ولفگانگ پلان چهار مامور پلیس مجروح شدند و یک نفر جان خود را از دست داد.
اوایل امسال یکی از گروه‌های شهروندان رایش تلاش کردند وزیر بهداشت آلمان را که موافق محدودیت‌های سخت‌گيرانه کووید ۱۹ در این کشور بود بربایند. این موضوع باعث توجه بیشتر سازمان‌های اطلاعاتی آلمان به خطر این گروه شد.

## پیروان
مسئولان اطلاعات داخلی آلمان پيروان شهروندان رایش را به دقت زیر نظر گرفتند. آنها برآورد کرده‌اند که این گروه نزدیک به ۱۰ هزار نفر پیرو دارد که ۹۴۰ نفر از آن‌ها یک یا بیش از یک مجوز اسلحه دارند.
مقامات آلمانی تخمین می‌زنند که تا ۲۱ ژوئیه ۲۰۲۲ نزدیک به ۲۱۰۰۰ نفر در آلمان عضو این جنبش باشند.